# Reino de Fez
Reino de Fez foi a porção norte do Marrocos desde o tempo do Califado Idríssida (788–974) até o criação do Protetorado Francês e Espanhol em 1912. Sua capital se localizava em Fez.